# داريل فرانسيس زانوك
داريل فرانسيس زانوك (بالإنجليزية: Darryl Francis Zanuck) (في الفترة من 5 سبتمبر 1902 – حتى 22 ديسمبر 1979) كان منتجًا وكاتبا وممثلا ومخرجًا ومدير استديو تنفيذيا أمريكيًا له دور بارز في نظام الاستديوهات المتبع في هوليوود، كما كان واحدًا من أطول الأعمار المهنية (طول حياته المهنية ينافسه فيه فقط أدولف ذوكور (Adolph Zukor)). حصل على جوائز الأوسكار ثلاث مرات أثناء فترة عمله.

## النشأة
ولد زانوك في واهو، نبراسكا، وهو ابن لويس (ني توربين (née Torpin)) وفرانك زانكوك (Frank Zanuck)، الذي كان يمتلك ويدير فندقًا في واهو. وكان زانوك من أصل سويدي ونشأ متبعًا للـ بروتستانتية. وفي السادسة من عمره انتقل زانوك وأمه إلى لوس أنجلوس، حيث كان من المحتمل أن يؤدي المناخ الأفضل إلى تحسن حالتها الصحية. وفي الثامنة عثر على أول وظيفة له في فيلم كعمل إضافي، ولكن والده الذي لم يوافق على تلك الوظيفة أعاده إلى نبراسكا.
في عام 1918، وعلى الرغم من أنه كان في السادسة عشرة من عمره إلا أنه خدع أحد المجندين والتحق بـجيش الولايات المتحدة الأمريكية وخدم في فرنسا مع الحرس الوطني لنبراسكا. ثم عاد إلى الولايات المتحدة وعمل في العديد من الوظائف بنصف دوام بينما سعى للعمل ككاتب. عثر على عمل في مجال إنتاج قصص الأفلام، وباع قصته الأولى في 1922 لـويليام روزيل (William Russell) وقصته الثانية لـإيرفينج ثالبيرج (Irving Thalberg). قال كاتب السيناريو فريدريكا ساجور ماس (Frederica Sagor Maas) ومحرر القصة في مكتب الصور العالمية "Universal Pictures" في نيويورك إن واحدة من قصص زانوك التي أرسلت إلى استوديوهات السينما في ذلك الوقت كانت باسم كاتب آخر. ثم عمل زانوك مع ماك سينيت (Mack Sennett) وأخذ هذه التجربة إلى وارنر برذرز حيث كتب قصص لـرن تن تن (Rin Tin Tin) وتحت عدد من الأسماء المستعارة كتب أكثر من أربعين نصًا من 1924-1929، بما في ذلك سان فرانسيسكو القديم (1927). انتقل إلى الإدارة في عام 1929، وأصبح رئيس الإنتاج في عام 1931.

## مدير الاستوديو
في عام 1933 ترك وارنرز ليعمل في تونتيث سينتشوري فوكس للأفلام مع جوزيف شينك (Joseph Schenck) وويلليام جوتيز (William Goetz)، وإصدار موادهم بواسطة الفنانين المتحدة. وفي عام 1935 اشتروا استوديوهات فوكس لتصبح تونتيث سينتشوري فوكس للأفلام. وكان زانوك نائب مدير هذا الاستوديو الجديد وكان يتبع أسلوبًا تدخليًا في العمل، وشارك عن كثب في التحرير والإنتاج. مثل غيره من رؤساء استوديوهات هوليوود، تم تكليفه أثناء الحرب ككولونيل في سلاح الإشارة في الجيش. وعاد إلى فوكس في 1944.
انسحب في خمسينيات القرن الماضي من العمل في الاستوديو للتركيز في الإنتاج المستقل في أوروبا. وترك زوجته فيرجينيا فوكس (Virginia Fox)، وفي 1956 انتقل إلى أوروبا للتركيز في الإنتاج. وقد صُممت العديد من أفلامه جزئيًا لتعزيز مهن صديقاته، مثل بيلا دارفي (Bella Darvi) وإيرينا ديميك (Irina Demick) وجينيفي جيليز (Geneviève Gilles) وأفلام عديده أنتجها لتُبرز صديقته وقتها، بما في ذلك المغنية الفرنسية جولييت جريكو (Juliette Gréco).
ثم عاد للسيطرة على فوكس في عام 1962، وحل محل سبيروس سكوراس (Spyros Skouras)، في مواجهة إصدار إنتاج زانوك لفيلم أطول يوم (The Longest Day) وكافح الاستوديو للانتهاء من الإنتاج الصعب لفيلم كليوباترا. عيّن ابنه ريتشارد زانوك رئيسًا للإنتاج. وأصبح متورطًا في صراع على السلطة مع مجلس الإدارة وابنه تقريبًا عام 1969. وفي مايو 1971 أُجبر زانوك على ترك الاستوديو «الخاص به».

## وفاته

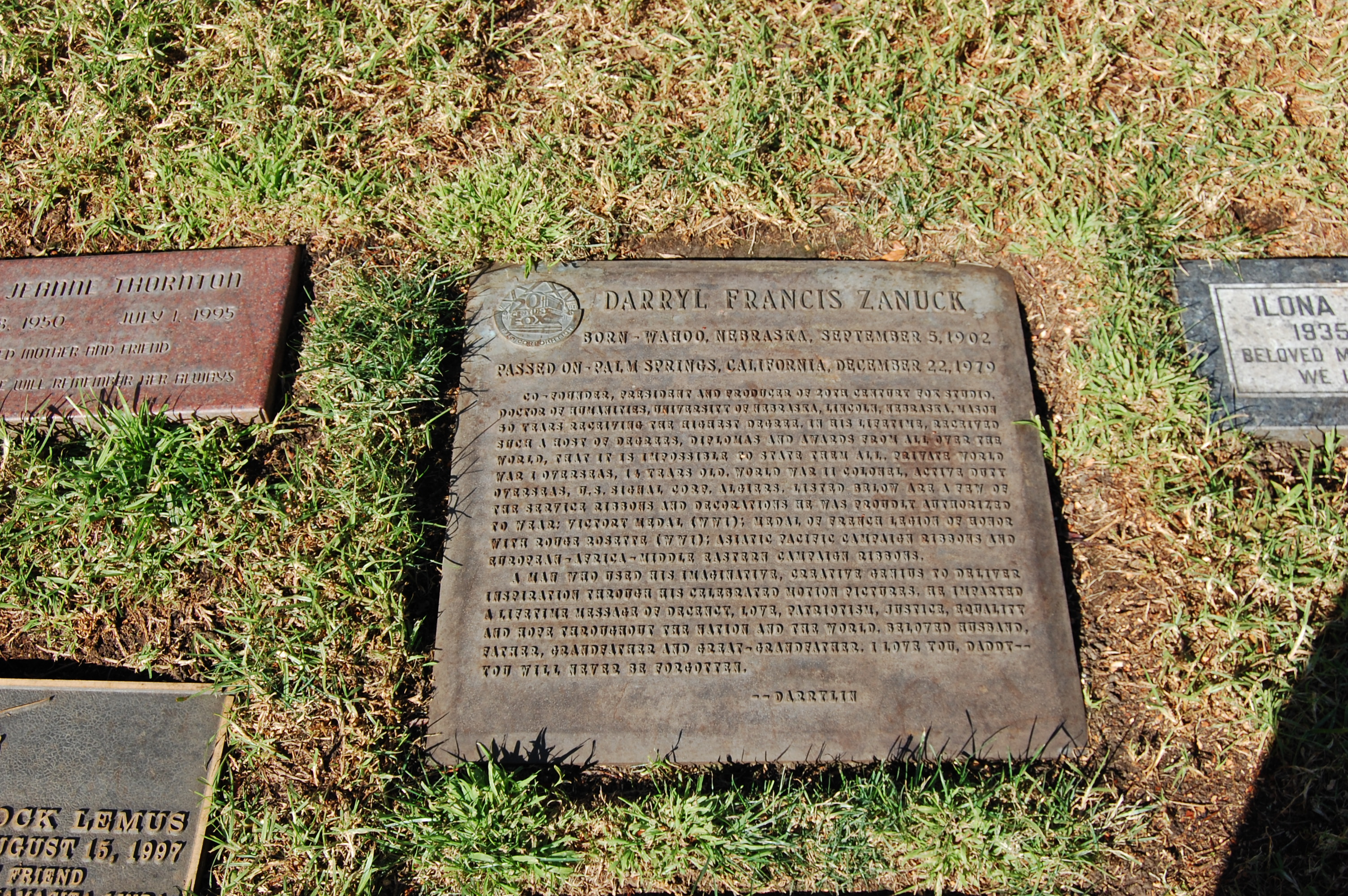
قبر داريل زانوك

كان مدخنًا للسيجار لوقت طويل، ومات بسبب سرطان الفك في عمر يناهز 77 عامًا، ودُفن في مقبرة متنزه قرية ويست وود التذكارية.

## الإرث
لمساهمته في صناعة الأفلام السينمائية، أصبح داريل زانوك نجمًا في ممر الشهرة في هوليوود في 6336 هوليوود وفاز بـإيرفينج ثالبيرج ثلاث مرات من أكاديمية فنون وعلوم الصور المتحركة. وفي هذه الأيام تُعرض أفلام فوكس على مسرح زانوك.
زانوك هو شخصية صغيرة في بومبشيل (Bombshell) الموسيقية في الموسم الأول لـسماش (Smash) وغنى لا تقل نعم حتى أكمل كلامي وسماش

## جوائز الأوسكار
| السنة   | النتيجة | الفئة     | الفيلم                                                |
| ------- | ------- | --------- | ----------------------------------------------------- |
| 1929–30 | مُرشح    | أفضل فيلم | ديزرائيلي (Disraeli)                                  |
| 1932–33 | مُرشح    | أفضل فيلم | شارع 42 (42nd Street)                                 |
| 1934    | مُرشح    | أفضل فيلم | منزل روتشيلد (The House of Rothschild)                |
| 1935    | مُرشح    | أفضل فيلم | البؤساء (Les Misérables)                              |
| 1937    | مُرشح    | أفضل فيلم | في شيكاغو القديمة (In Old Chicago)                    |
| 1938    | مُرشح    | أفضل فيلم | فرقة ألكسندر لموسيقى الجاز (Alexander's Ragtime Band) |
| 1940    | مُرشح    | أفضل فيلم | عناقيد الغضب (The Grapes of Wrath)                    |
| 1941    | فائز    | أفضل صورة | يا له من وادٍ أخضر (How Green Was My Valley)           |
| 1944    | مُرشح    | أفضل صورة | ويلسون (Wilson)                                       |
| 1946    | مُرشح    | أفضل صورة | حافة الشفرة (The Razor's Edge)                        |
| 1947    | فائز    | أفضل صورة | اتفاقية جنتل مان (Gentleman's Agreement)              |
| 1949    | مُرشح    | أفضل صورة | عند الثانية عشرة (Twelve O'Clock High)                |
| 1950    | فائز    | أفضل صورة | كل شيء عن حواء (All About Eve)                        |
| 1962    | مُرشح    | أفضل صورة | أطول يوم                                              |

## اقتباسات
- عند اكتشاف الممثلة جيني تيرني (Gene Tierney) بعد ظهورها في برودواي في فيلم الحيوان الذكر (The Male Animal) بعد أول فيلم لها «دون شك الممثلة الأكثر جمالاً في تاريخ السينما».
- في عام 1946 قال زانوك «(التليفزيون) لن يكون قادرًا على جذب المشاهدين بعد أول ستة أشهر. قريبًا سيتعب الناس من التحديق في مربع خشبي كل ليلة.»[8]

## كتابات أخرى
- Behlmer, Rudy (editor) (1993). Memo from Darryl F. Zanuck: The Golden Years at Twentieth Century-Fox. Grove. ISBN:0-8021-1540-3. {{استشهاد بكتاب}}: |مؤلف= باسم عام (مساعدة)
- Mosley, Leonard (1984). Zanuck: The Rise and Fall of Hollywood's Last Tycoon. Little, Brown. ISBN:0-316-58538-6.
- Thackrey Jr., Thomas. (December 23, 1979). "Darryl F. Zanuck, Last of Movie Moguls, Dies at 77". لوس أنجلوس تايمز, p. 1.

## وصلات خارجية
- داريل فرانسيس زانوك على موقع IMDb (الإنجليزية)
- داريل فرانسيس زانوك على موقع الموسوعة البريطانية (الإنجليزية)
- داريل فرانسيس زانوك على موقع مونزينجر (الألمانية)
- داريل فرانسيس زانوك على موقع ألو سيني (الفرنسية)
- داريل فرانسيس زانوك على موقع تيرنر كلاسيك موفيز (الإنجليزية)
- داريل فرانسيس زانوك على موقع أول موفي (الإنجليزية)
- داريل فرانسيس زانوك على موقع قاعدة بيانات الأفلام السويدية (السويدية)
- داريل فرانسيس زانوك على موقع إن إن دي بي (الإنجليزية)
- داريل فرانسيس زانوك على موقع ديسكوغز (الإنجليزية)
- داريل فرانسيس زانوك على موقع قاعدة بيانات الفيلم (الإنجليزية)
- [<a href="http://www.cbsnews.com/stories/2005/07/08/sunday/main707725.shtml">http://www.cbsnews.com/stories/2005/07/08/sunday/main707725.shtml</a> The Zanucks: Reel Royalty ] from صنداي مورنينغ  [لغات أخرى]‏, July 10, 2005. Accessed November 30, 2006.

قالب:Thalberg Award
قالب:Cecil B. DeMille Award 1952–1975